# Angelika Gulder
Angelika Gulder (* 1967 in Frankfurt am Main) ist eine deutsche Diplom-Psychologin, Coach, Autorin und Coach-Ausbilderin.

## Leben
Nach einer Ausbildung zur Bankkauffrau in der Hessischen Landesbank studierte Gulder an der Johann Wolfgang Goethe-Universität Frankfurt am Main Psychologie und war anschließend zunächst in zwei Wirtschaftsunternehmen der Weiterbildungsbranche tätig, bevor sie sich 2003 als Coach selbstständig machte. 2005 gründete sie in Hofheim die Ganzheitliche Coaching Akademie, seit 2014 mit Sitz in Engelschoff bei Hamburg. Sie führt ganzheitliche und spirituelle Ausbildungen für Coaches durch.
2001 entwickelte Gulder den „Karriere-Navigator“, eine Coaching-Methode zur Berufungsfindung, mit der sie zur „Coaching-Pionierin“ im deutschsprachigen Raum wurde. Ihr Buch Finde den Job, der dich glücklich macht richtet sich an Menschen auf der Suche nach beruflicher Neuorientierung. Inzwischen hat sie weitere Coaching-Methoden entwickelt.

## Veröffentlichungen (Auswahl)
- Finde den Job, der dich glücklich macht. Von der Berufung zum Beruf. 3., überarbeitete und aktualisierte Auflage. Campus, Frankfurt am Main 2013, ISBN 978-3-593-39839-6.
- Der Seelen-Navigator. In 7 Schritten zu deinem wahren Lebensplan. Arkana, München 2016, ISBN 978-3-442-34202-0.
- Aufgewacht! Finde das Leben, das dich glücklich macht. Campus, Frankfurt am Main 2017, ISBN 978-3-593-50768-2.
- Seelenruhig. 21 Inspirationen für mehr Lebensfreude. Campus, Frankfurt am Main 2017, ISBN 978-3-593-50663-0.